# 公园街道 (延吉市)
公园街道，是中华人民共和国吉林省延边朝鲜族自治州延吉市下辖的一个乡镇级行政单位。

## 行政区划
公园街道下辖以下地区：
园城社区、园月社区、园新社区、园辉社区、园校社区、园艺社区、园建社区、园航社区、园纺社区、园法社区和恒润社区。